# Ferdinand Lot
Ferdinand Victor Henri Lot (n. 20 septembrie 1866, Le Plessis Piquet – d. 20 iulie 1952, Fontenay-aux-Roses) a fost un istoric francez, specializat în perioada evului mediu timpuriu.
F. Lot a fost membru al Académie des Inscriptions et Belles-Lettres și profesor la Sorbona.

## Opere
- La France, des origines à la guerre de cent ans, Paris, Gallimard, 1941.
- La Gaule, Les fondements ethniques, sociaux et politiques de la nation française, Paris, Fayard, 1947.
- The End of the Ancient World and the Beginning of the Middle Ages, Londra, Kegan Paul, 1931. (La Fin du monde antique et le début du Moyen Age.)